# 喬·戈德布拉特
喬 · 戈德布拉特 ( 英文： Joe Goldblatt，1952年6月4日 －) ，世界首屈一指大型活動教育學家，對發展系統性的課程設計以培養大型活動經理人有卓越貢獻，曾獲數個終生成就獎及相關領域組織列入名人堂。他是國際特殊節事活動協會(International Special Events Society, ISES) 創辦發起人及首任主席、特許特殊節事專業經理人執照 (Certified Special Events Professional, CSEP)開發者、全球首本專為大型活動管理而寫的教科書作者。
在研究、發展、設計、實踐系統性的大型活動教育之前，曾負責、監督數百個特殊節事活動，包含美國雷根總統白宮慶典、美國建國兩百週年總統就職典禮 –向第一夫人致敬單元 (老布希總統任內)以及曾成功打造美國地產大亨唐納德·川普所擁有的泰姬瑪哈賭場渡假村 (Taj Mahal Resort) 開幕式。
2008年移居英國愛丁堡創設全球第一個國際計畫性節事研究中心 (International Centre for the Study of Planned Events, ICSPE)，擔任總裁及愛丁堡瑪格麗特皇后大學教授。

## 早年生平
六歲即在美國達拉斯自家後院邀請朋友舉辦派對，當同齡小孩還在賣檸檬汽水賺零用錢時，他已經意識到賣票才是更好的生意、舉辦活動可以有各種不同的收益來源！很快，附近鄰居的小孩們都要加入小喬的節慶派對分享生意。
從德州大學轉至聖愛德華文理大學 (St. Edward’s University)並在 1975年取得劇場藝術學位後， 移居至華盛頓工作，在那與妻子南西，一位專業的小丑演員，相遇，共同為在FBI大樓外等候導覽的兒童表演魔術秀。1976年他們創辦自家的特殊節事活動公司，在全美學校及購物中心演出，其後並曾為兩位美國總統、企業家川普及許多的外國政府機構舉辦慶典活動 。
1990年他們賣掉自家公司，同年喬出版他的第一本教科書 -大型特殊活動：慶祝的藝術與專業知識 (出版商：Van Nostrand Reinhold)。律師們開始聘請他擔任節事活動受傷事件案子的專業證人，藉由研究不同的案件，他決定開始進行更多相關研究，也因此催生了大型活動管理的完整專業課程。

## 貢獻教育
經過一連串與全美大學的洽談後，美國喬治華盛頓大學的校長及旅遊暨旅館管理系接受了發展這套專業課程的計畫，喬在發展這計畫的同時取得旅遊觀光碩士及在1996年取得高等教育管理博士學位。
1993年喬治華盛頓大學大型活動管理認證課程在首批25位學生下開始實行，時至今日每年有數千人報名這項課程。喬在大型活動管理史上由於催生這套系統性現代專業教學課程而成名，世界許多大學院校已經採用、購買這21門一整套完整的版權所有訓練課程。
喬同時也是國際特殊節事活動協會的創始發起人。1987年喬簽發出第一張支票與約20人每人捐助兩百美元成立這個組織，今天這個協會有全球超過五千名會費會員。1993年由他發展的特許特殊節事專業經理人執照產生，他並獲得最高等級執照。
喬 · 戈德布拉特博士目前擔任總裁的國際計畫性節事研究中心位於世界節慶之都愛丁堡，他致力於發展專門的節事學 。
在就任這個職位前，曾任美國賓州天普大學旅遊及旅館管理系教授、專業發展及策略精進小組總裁。2006年，戈德布拉特博士在天普大學創設的大型活動領導學總裁證照課程獲得國際藝術節及活動聯盟 (International Festivals and Events Association, IFEA)頒發「全球最佳證照課程獎」。
在911事件後，喬與胡中州 (Clark Hu)博士在天普大學積極投入發展一套原創的eSAFE線上產業安全知識系統。
2003年戈德布拉特博士被美國羅德島州長任名為羅德島州旅遊發展諮詢委員會主席，同時他也是羅德島Johnson & Wales大學前任Alan Shawn Feinstein研究院院長，在任內他創立了世界第一個屬於商業管理領域的大型活動領導學位。
即使推廣大型活動產業仍為他視為生命志業的工作，喬說他並不沈浸在往日統籌大型活動的精彩日子。他認為擔任一個好的大學教授、啟發者相對於做為企業家是一個更艱鉅的挑戰。2008年1月美國領導性項目管理學會 (Professional Convention Management Association, PCMA) 頒發年度國際大型活動教育獎予戈德布拉特博士，同年喬以第一位教育家的身份獲IFEA列入名人堂；並獲母校St. Edward’s University頒發榮譽校友獎。他已經在全球五大洲超過六十個國家講過學，現在仍然每年持續指引數百位學生以專業技巧及知識獲取成功。

## 著作
論及對特殊節慶與大型活動產業管理的知識，戈德布拉特博士勤於筆耕，發行大量的專書及撰寫專文：
- 1990年 - 《国际性大型活动管理：慶祝的藝術與專業知識 》(Special Events： the Art and Science of Celebration，出版商：Van Nostrand Reinhold). ISBN 0471288772
- 1993年 –《完全宴會手冊》 (The Ultimate Party Handbook， 出版商：Talk America Publications)
- 1995年 –《体育营销指南》 (The Ultimate Guide to Sport Event Management and Marketing，與Stedman Graham 及 Lisa Delpy, PhD共同著作，出版商：Irwin Professional Publishing). ISBN 0071361243
- 1996年 –《国际性大型活动管理辭典》 (The Dictionary of Event Management，與Carol Mc Kibben, CSEP共同編輯). ISBN 047128792X
- 1996年 –《国际性大型活动管理：現代活動管理最佳實務專業版》 (Special Events: The Best Practices in Modern Event Management, Professional Edition). ISBN 0471287458
- 1999年 –《財富與大型活動：如何在大型特殊活動中成功營利》 (Dollars and Events: How to Succeed in the Special Events Business). ISBN 0471249572
- 2004年 –《国际性大型活动管理：新世界的領導學》 (Special Events: Leadership for the New World). ISBN 0471450375
- 2008年 –《国际性大型活动管理：節慶活動的根源與延伸》 (Special Events: The Roots and Wings of Celebration). ISBN 047173831X

除此之外，喬目前為國際活動管理期刊 (Event Management)編輯群之一。他也擔任出版商John Wiley & Sons活動管理系列叢書資深編輯；現已編輯下列教科書籍：
- 2001年 –《企業大型活動專案管理》 (Corporate Event Project Management). ISBN 0471402400
- 2002年 –《活動行銷 》(Event Marketing). ISBN 047140179X
- 2002年 –《活動贊助》 (Event Sponsorship). ISBN 0471126012
- 2003年 –《活動風險管理與安全》 (Event Risk Management & Safety). ISBN 0471401684
- 2003年 –《活動娛樂及製作》 (Event Entertainment & Production). ISBN 0471263060
- 2004年 –《活動協調》 (Professional Event Coordination). ISBN 0471263052
- 2004年 –《運動賽事管理行銷手冊》 (The Sports Event Management and Marketing Playbook). ISBN 0471460077
- 2004年 –《成功旅遊景點管理的指引手冊》 (The Guide to Successful Destination Management). ISBN 0471226253

## 成就與獎項
- 1997年戈德布拉特博士接受第一座由國際特殊節事活動協會 (International Special Events Society, ISES)頒發的終生成就獎 (Lifetime Achievement Award)。
- 2000年喬由活動疑難解答雜誌 (Event Solutions Magazine) 2萬5000名讀者投票獲選產業前瞻獎 (Industry Visionary Award) [1]。
- 2001年特殊活動雜誌 (Special Events Magazine)頒予他第二座終生成就獎。
- 2002年在第一批由特殊活動雜誌 (Special Events Magazine)納入特殊活動產業名人堂 (Special Events Industry Hall of Fame)的名單中，戈德布拉特博士名列其中。
- 2004年位於南非約翰尼斯堡的Party Design公司以戈德布拉特為新開幕的會議中心命名。
- 2005年在莫斯科獲俄羅斯聯邦頒發於創意領域象徵最高榮譽的銀質獎章表彰其終生於文化創意產業的貢獻[2]。
- 2007年美國領導性項目管理學會年度最佳節事教育家。
- 2008年St. Edwards University榮譽校友[1]。
- 2008年戈德布拉特博士進入IFEA名人堂，該名人堂納入包含全球知名大型活動的製作人們及全世界最大的煙火設計公司等等[5]。

戈德布拉特博士個人及專業的手稿、軼事被保存並供研究者參閱於美國喬治華盛頓大學The Melvin Gelman圖書館活動管理專櫃特殊收藏部。

## 家庭
喬及南西育有二子，Max在紐約是一位專業演員；Sam是節慶管理研究生。2008年他們慶祝結婚30週年，若你詢問喬最喜愛的特殊活動是什麼，他總是會回答兩個而不是一個：他的孩子Max與Sam。

## 外部連結
- Dr. Joe Goldblatt at Queen Margaret University

- Joe Goldblatt, CSEP, Ed.D[永久] at PCMA

## 註解
1. 1 2 3 4 5 6 7 8  . International Festivals & Events Association. 29 July 2009  [2009-11-12]. （原始内容存档于2016-01-28）.
2. 1 2 3 4 5 6  , ,   [2009-07-29], （原始内容存档于2009-07-28）
3. ↑  . Queen Margaret University. 2008-08-21  [2009-08-05]. （原始内容存档于2010-01-05）.
4. 1 2 3 4 5  . Special Events. 2001-03-01  [2009-08-05]. （原始内容存档于2010-01-14）.
5. 1 2  . Queen Margaret University.   [2009-08-05]. （原始内容存档于2010-05-23）.
6. ↑   ,  (http://www.qmu.ac.uk/be/belibrary/BEaM_News_Feb08.pdf), 2008-02
7. ↑  , ,   [2009-11-12], （原始内容存档于2008-10-07）